# Aproximação de Boussinesq
A abordagem de Valentin Joseph Boussinesq para convecção natural supõe que todas as propriedades do fluido são constantes, com exceção da densidade no termo de força peso que varia linearmente com a temperatura.